# Generalgouvernement der Steppe
Das Generalgouvernement der Steppe (russisch Степное генерал-губернаторство/Stepnoje General-Gubernatorstwo) war eine Verwaltungseinheit des Russischen Reiches im nördlichen Zentralasien, größtenteils auf dem Gebiet des heutigen Kasachstan, mit einigen Gebieten in der heutigen Russischen Föderation. Es wurde 1882 aus Teilen des Generalgouvernements Turkestan und des dabei aufgelösten Generalgouvernements Westsibirien gebildet und existierte bis 1917.
Es bestand aus den Gebieten Akmolinsk, Semipalatinsk und Semiretschensk. Die Hauptstadt war Omsk. Das Gebiet umfasste eine Fläche von 1.467.251 km² und hatte im Jahr 1897 2.362.603 Einwohner. Der Generalgouverneur war gleichzeitig Kommandant des Omsker Militärbezirkes, der zusätzlich noch die Gouvernements Tobolsk und Tomsk in Westsibirien umfasste.